# 全日空松山沖墜落事故
全日空松山沖墜落事故（ぜんにっくうまつやまおきついらくじこ）は、1966年（昭和41年）11月13日に発生した全日本空輸が運航する国産旅客機YS-11による墜落死亡事故（航空事故）である。

## 事故の概要
1966年（昭和41年）11月13日、大阪国際空港（伊丹空港）発松山空港行き全日空533便は午後5時45分出発予定だったが、悪天候と航空券のオーバーセール（定員超過）の関係で、機種がフレンドシップから日本航空機製造YS-11（機体記号：JA8658）に変更され、予定を1時間半余り遅れて伊丹空港を飛び立った。
松山空港に同日午後6時35分到着予定だったが、以上の遅れから午後8時半に到着し、小雨が降る中で着陸態勢に入った。同機は滑走路中央付近にいったん接地してすぐさま上昇に転じたが、副操縦士のゴーアラウンド（着陸やり直し）の無電を空港管制塔に残したまま、午後8時32分に松山空港西方約2kmの海上に墜落する。
この事故を受けて松山海上保安部の巡視船「うらづき」と「いよかぜ」が捜索を開始し、午後10時過ぎに機体の一部を発見した。松山海上保安部に「全日空機遭難対策本部」、愛媛県が松山西警察署に「全日空機遭難対策本部」を設置した。
11月14日午後には海上自衛隊水中処分隊が、松山市釣島の南南東7.5kmの海底で垂直尾翼など、機体の一部を発見した。
11月15日には自衛艦13隻、巡視艇19隻のほか約80隻の漁船が出て、ダイバーなどによる捜索が行われた。
11月17日にはエンジンとプロペラが海中から引き揚げられたが、プロペラの1枚は折損しており、エンジンから遠く離れた海底で見つかった。
この事故で乗務員5人、乗客45人の計50名全員が犠牲となった。犠牲者には宇和島医師会の医師や、全銀連の集会に参加した伊予銀行行員、新婚旅行に道後温泉を選んだカップル12組などが含まれていた。また、11月15日夕方には大阪府警と全日空のヘリコプターが空中衝突して墜落。4人が亡くなる二重遭難が発生した（後述）。
事故機は製造番号2023号機（通算23番機）で、この年の5月6日に初飛行し、5月28日に全日空に引き渡された機体で事故までの飛行回数1076回・飛行時間1068時間25分であり、約半年で墜落したことから航空会社に引き渡されたYS-11としては最も短命であった。

## 事故調査
当時は旅客機にブラックボックス（コックピットボイスレコーダーとフライトデータレコーダー）を搭載していなかったこともあり、事故調査委員会は墜落原因を特定することができなかった。調査報告書は、速度計の誤読あるいは故障等の推測原因を検討した上で、パイロットのミスを示唆している。当初、松山便ではフォッカー F27「フレンドシップ」を使用する予定だったが、機体のやりくりが付かずに予約客も多かったために大型のYS-11へ機体が変更されていた。その結果、事故機の機長は当初の予定に入っていなかった運行の為に過労気味であったとされ、そのために着陸復航を余儀なくされたというものである。また機械の構造欠陥や故障が発生した痕跡が発見されず、操縦席の風防に着いた水滴もしくは計器の誤読のために操縦ミスをした可能性も指摘されたが、これは操作手順に幾分遅れがあったためである。事故原因については様々な憶測が出たものの、最終的な判断は出せなかった。
事故機の機体の95%が回収され、この事故調査では様々な面で検証が行われた。機長の操縦席に副操縦士の鼻毛が付着していたため、副操縦士が機長席に座っていた疑惑があったが、大阪で機長が機長席に座っていたことを整備士が目撃していたことから、墜落時の衝撃で副操縦士の顔面が機長席の計器に激突したものと断定された。また運航乗務員の遺体の血液からアルコール反応があったために飲酒していた疑惑もあったが、後に条件さえ揃えば死亡後血液がアルコール発酵することが科学的に証明されたため、この飲酒疑惑は無いと判断された。
柳田邦男によれば、航空局の楢林壽一主席飛行審査官は、片方のプロペラ（イギリス･ダウティ・ロートル社製）がエンジン本体から大きく離れた所で発見されており、事故機のエンジンの一つが停止もしくはプロペラが破損脱落したために、上昇姿勢が維持できなくなり墜落したと主張したが、採用されなかったという。

## 事故の影響
この事故では全国銀行従業員組合連合会（全銀連）大会から帰る途中だった伊予銀行労働組合執行部と代議員が犠牲となった。
事故の発生した1965年（昭和40年）前後には、関西圏の新婚旅行先として松山の道後温泉が選ばれることが多く、また当日は日曜日で大安吉日でもあり、新婚旅行に向かうカップルが12組（24名）と犠牲者の半数近くに上っていた。このことは世間に強い衝撃を与えた。その上いずれのカップルも婚姻届の提出を済ませておらず法的には夫婦ではなかったため、航空会社と遺族との損害賠償交渉が難航した。これを受けて法務省は、婚姻届を早期に提出するように励行する広報を出した。ちなみに死亡した乗客への補償額は、1人当たり800万円と国内航空会社の事故では当時として過去最高額となった。
また犠牲者の中には海流に流されて遺体が発見されなかった者が少なくなかったため、付近の海域で取れた海産物に風評被害が生じて一時期売れ行きが悪かったという。なお、本事故の犠牲者を悼む慰霊碑が松山市の正宗寺に建立されている。
事故を契機に松山空港をはじめとする地方空港の滑走路の拡張・拡幅工事が進められることになり、松山空港も現在では海面を埋め立てるなどして滑走路が2,500mまで延長されている。この松山事故を受けた事故対策として策定・実施された地方空港拡張事業が、図らずも地方空港のジェット機による旅客便発着を可能とする効果をもたらすことともなった。
また全日空にとっては2月の羽田沖墜落事故に続く全員死亡事故となり、一年で二度も連続して重大事故を起こしたことでただでさえ航空需要が冷え込む中、安全対策など信頼を完全に喪失する事態に至った。経営困難の責任を取る形で社長の岡崎嘉平太は翌1967年に社長を辞任、フラッグキャリアの日本航空から社長以下大量の人員と株主第2位に至るまでの莫大な金銭的な支援を受けて、1970年代に至るまで日本航空と運輸省の下で経営再建を受けることになった。なお全日空は、この事故以降単独死亡事故を一切起こしていない（2025年5月現在）。

## 二重遭難事故
事故から2日後の11月15日、各方面のヘリコプターが遺体捜索を行っていたが、松山空港北方の愛媛県北条市（現在は松山市）粟井沖において大阪府警のヘリコプター"あおぞら一号”（ベル47G2型機、機体記号JA7062）と全日空のヘリコプター（ベル47D1型機、JA7012）が正面衝突し、双方の操縦士ら4名も犠牲になった。双方とも捜索に集中するあまり気付くのが遅れたと見られている。なお警察機関が導入したヘリコプターで初めての事故喪失であった。

## 備考
- 533便は欠番扱いにはならず、2023年2月現在は羽田空港-高松空港線において使用されている[10]。

## 1966年（昭和41年）の五連続事故
日本では1966年（昭和41年）に航空事故が多発した。
- 全日空羽田沖墜落事故 - 東京湾羽田沖（2月4日）[1][2]
- カナダ太平洋航空機墜落事故 - 羽田空港（3月4日）[1][2]
- BOAC機墜落事故 - 富士山麓（3月5日）[1][2]
- 日本航空羽田空港墜落事故 - 羽田空港（8月26日）[2]
- 全日空松山沖墜落事故 - 松山沖（11月13日）

### 事故調査報告書
- 「全日本空輸株式会社,日本航空機製造式YS-11型,JA8658」『日本航空学会誌』第18巻第196号、日本航空学会、1970年、196-206頁。

### 書籍
- 特定非営利活動法人災害情報センター編『鉄道・航空機事故全史』 日外選書Fontana シリーズ 2007年
- 柳田邦男「続・マッハの恐怖」新潮社 1987年
- デイビット・ゲロー 著、清水保俊 訳『航空事故―人類は航空事故から何を学んできたか?』イカロス出版、1997年5月1日。ISBN 9784871490993。